# Babazué
El babazué (en portugués, babaçuê) es un culto religioso afroamerindio del Norte y Noreste de Brasil, en particular del estado de Pará.
También se lo denomina
- batuque de santa Bárbara
- batuque de mina
- yeyé nagó (donde se adoran tanto orishás como vudún).

Se lo considera una de religiones afrobrasileñas.
Es una modalidad mestiza del candomblé.
Como batuque de santa Bárbara, el culto orishá nagô Iansá y Shangó (la primera, la protección de las mujeres, y la segunda, de los hombres).
Como batuque de mina: el culto vudú.
- Sescsp.org.br Archivado el 7 de diciembre de 2010 en Wayback Machine. (misión de investigaciones folclóricas).
- UniversoBiblico.com.br (religiones afrobrasileñas, en una enciclopedia cristiana).

- Datos: Q16495997